# 泰梅爾多爾干-涅涅茨區
72°00′N 95°00′E / 72.000°N 95.000°E
泰梅爾多爾干-涅涅茨區（俄语：Таймырский Долгано-Ненецкий район）是俄羅斯克拉斯諾亞爾斯克邊疆區的一個區，面積897,900平方公里，2010年人口34,432，人口密度每平方公里0.04人。
泰梅爾多爾干-涅涅茨區的前身是泰梅爾（多爾干-涅涅茨）自治區。2007年1月1日，泰梅爾（多爾干-涅涅茨）自治區被撤銷，併入克拉斯諾亞斯克邊疆區，改制為現在的泰梅爾多爾干-涅涅茨區。

## 外部鏈接
- http://www.taimyr24.ru/ （页面存档备份，存于）